# شارون کین
شارون کین (انگلیسی: Sharon Kane؛ زاده ۲۴ فوریهٔ ۱۹۵۶) بازیگر پورنوگرافی اهل ایالات متحده آمریکا است.